# 南伊予駅
南伊予駅（みなみいよえき）は、愛媛県伊予市上三谷にある、四国旅客鉄道（JR四国）予讃線の駅である。駅番号はU02-1。
松山貨物駅が隣接している。

## 概要
松山駅付近連続立体交差事業に伴う車両基地・貨物駅等周辺整備対策事業の一環として、新車両基地の隣接地に伊予市の要望により設置された駅である。駅の工事費約1億7千万円は愛媛県と伊予市が全額負担した。駅名は地元住民の要望によるもので、1954年（昭和29年）まで当地に存在していた南伊予村に由来する。なお、並行して設けられる松山貨物駅は本線から分岐する北伊予駅と同一キロ程となる。

## 歴史
- 2018年（平成30年）11月26日：伊予市とJR四国が新駅設置を発表[3]。
- 2020年（令和2年）3月14日：開業[1][2][4]。

## 駅構造
単式ホーム1面1線を有する地上駅。4両編成の列車に対応したホームと短い上屋があるのみの簡素な駅である。松山方面にスロープ式出入口があり、自動券売機が設置されている。無人駅。

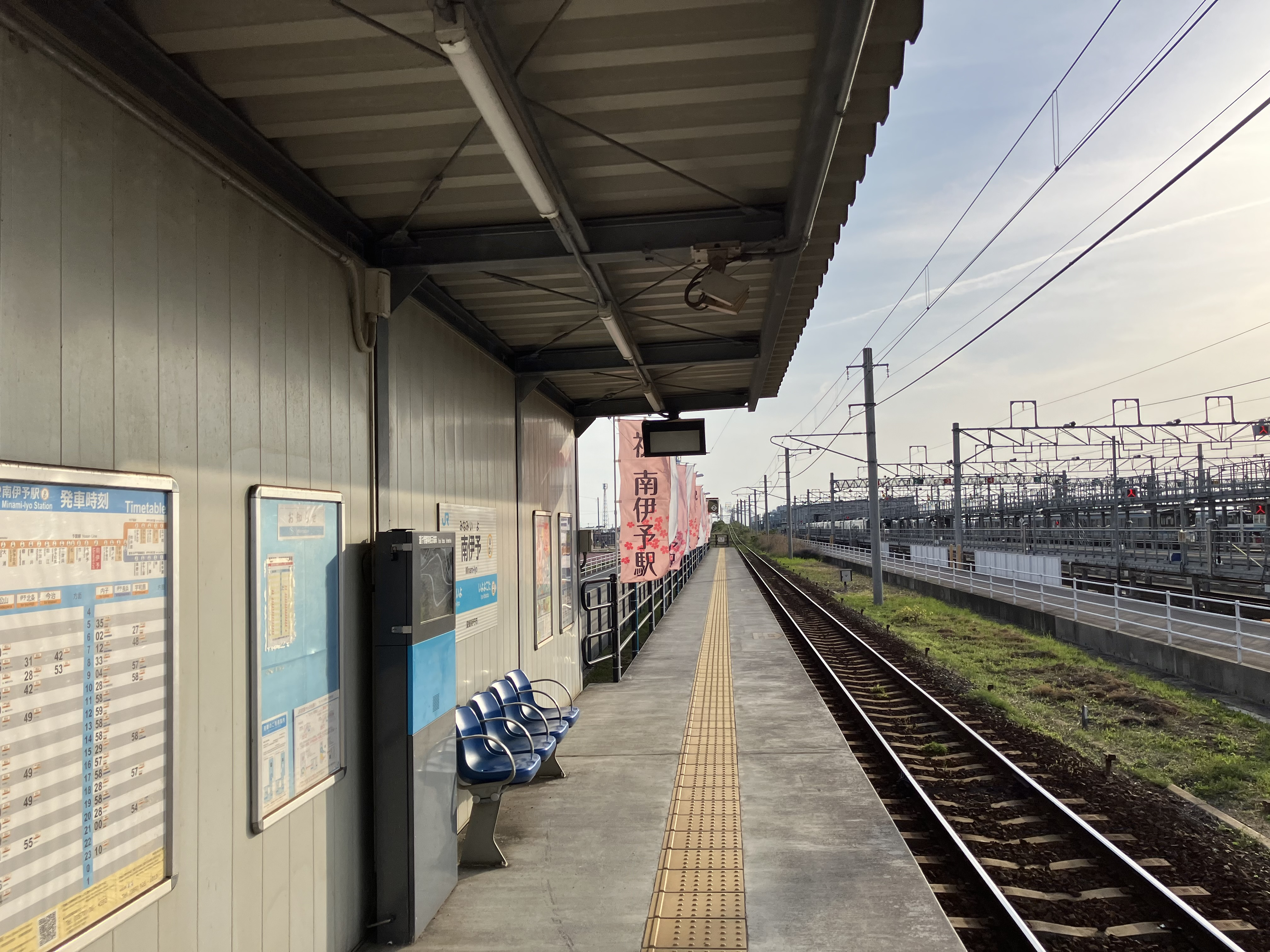
ホーム（2025年5月）

## 駅周辺
- 日本貨物鉄道（JR貨物）松山貨物駅
- 松山運転所

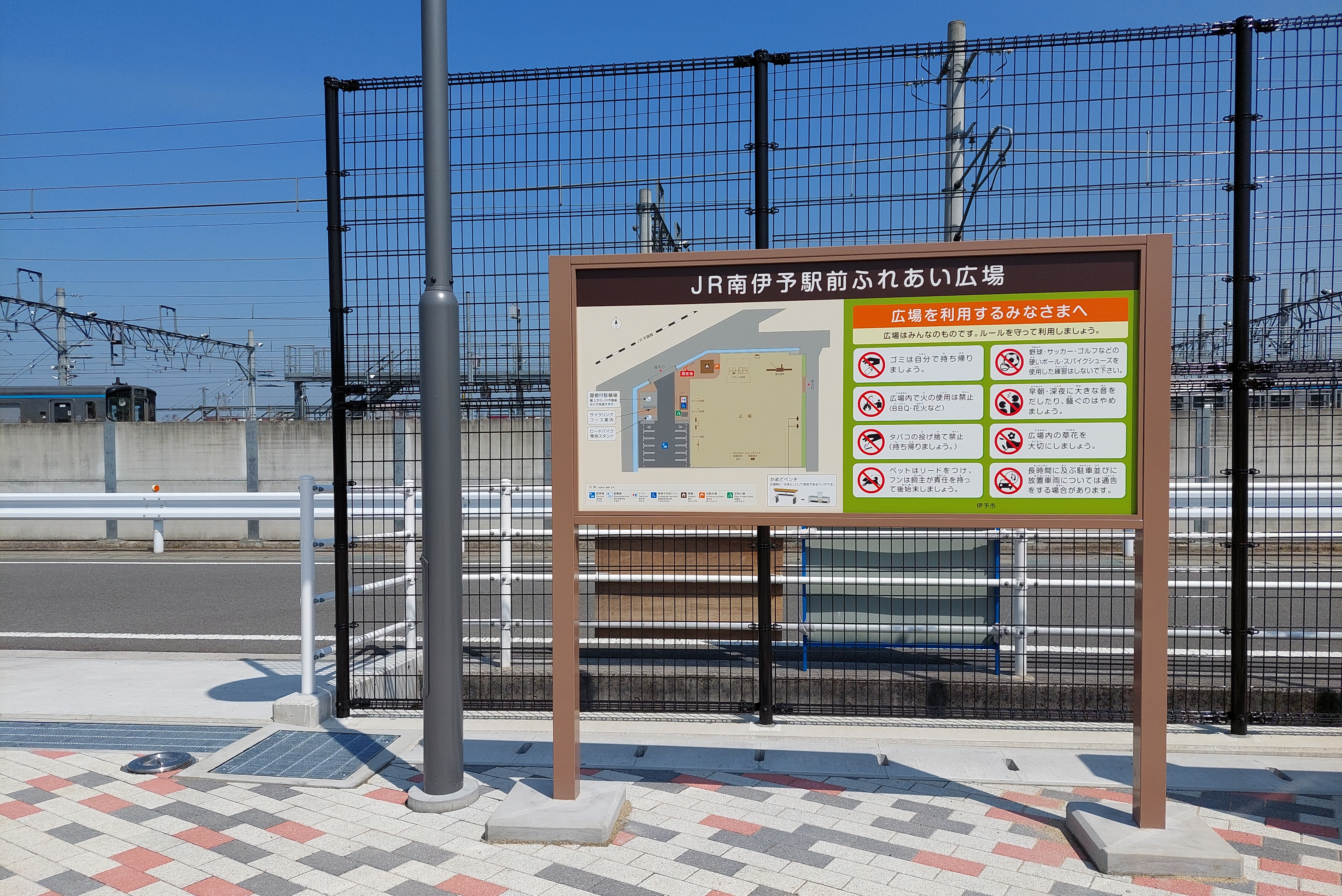
JR南伊予駅前ふれあい広場
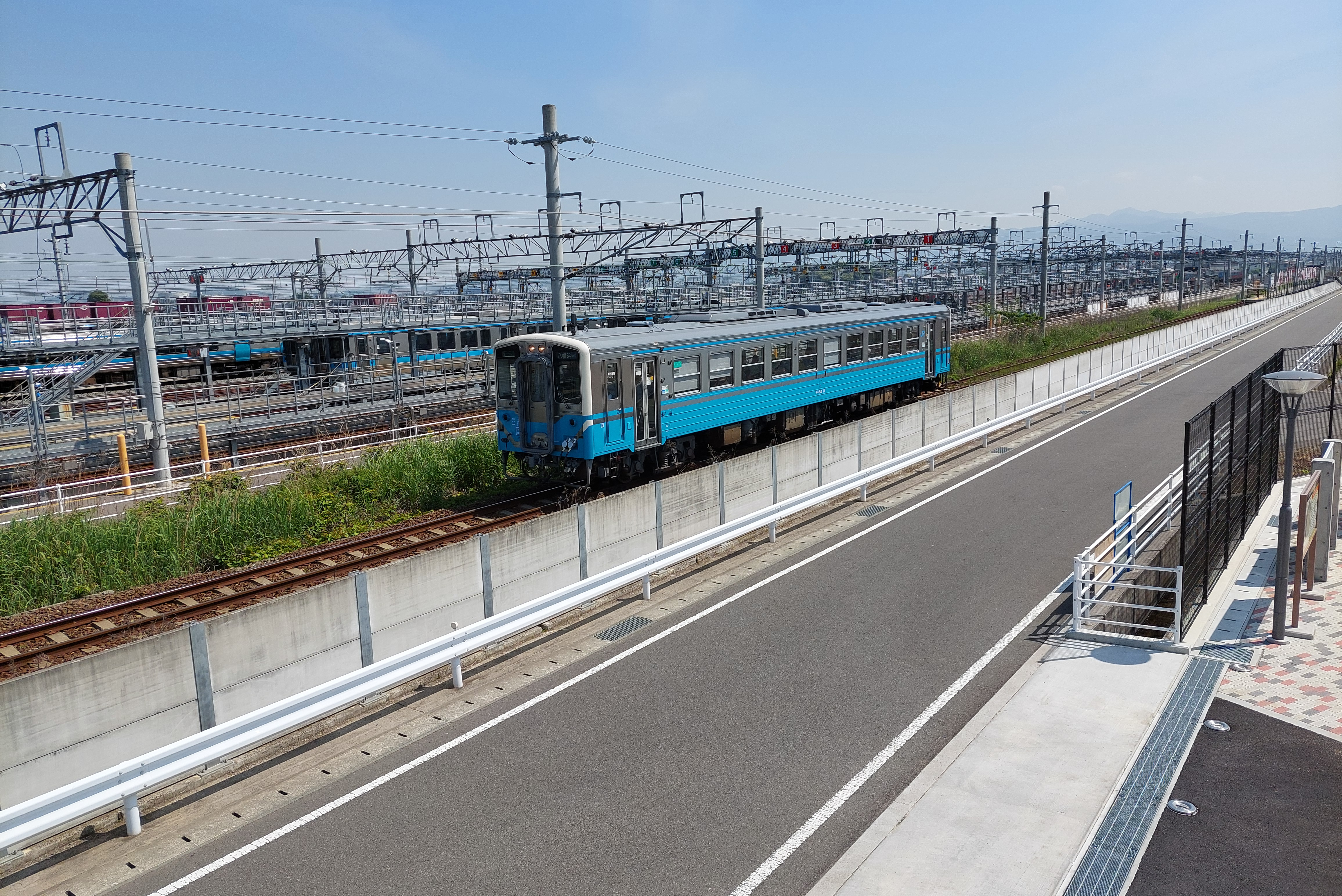
展望台からの眺め

- 松前町国体記念ホッケー公園
- 伊予市立伊予中学校
- 伊予市立伊予小学校
- 伊予神社
- 長泉寺

- JR南伊予駅前ふれあい広場
- 展望台からの眺め

### バス路線
当駅からの最寄りバス停留所は、伊予市コミュニティバス「南伊予駅」で、以下の路線バスが発着している（2020年4月1日より運行）。
- 三秋・八倉線：保健センター行／伊予病院行（月・水・金曜日運行）

## 隣の駅
四国旅客鉄道（JR四国）
■予讃線
北伊予駅 (U02) - （貨）松山貨物駅 - 南伊予駅 (U02-1) - 伊予横田駅 (U03)